# 자기조립
자기조립(Self-assembly)은 기존 구성 요소의 무질서한 시스템이 외부 지시 없이 구성 요소 자체 간의 특정 국지적 상호 작용의 결과로 조직화된 구조 또는 패턴을 형성하는 프로세스이다. 구성 성분이 분자인 경우, 이 과정을 분자 자기조립이라고 한다.
자기조립은 정적 또는 동적으로 분류될 수 있다. 정적 자기 조립에서는 시스템이 평형에 가까워짐에 따라 질서 있는 상태가 형성되어 자유 에너지가 감소한다. 그러나 동적 자기 조립에서 특정 국지적 상호 작용에 의해 조직된 기존 구성 요소의 패턴은 일반적으로 관련 분야의 과학자에 의해 "자기조립"으로 설명되지 않는다. 이러한 구조는 "자기조직화"로 더 잘 설명되지만 이러한 용어는 종종 같은 의미로 사용된다.

## 같이 보기
- 자기생산
- 나노 기술